# Erich Ullrich

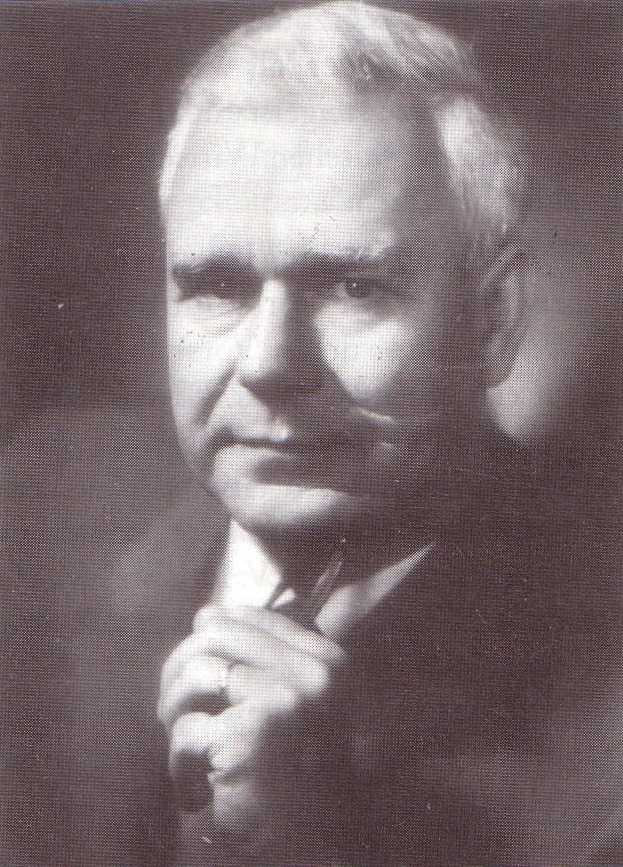
Erich Ullrich

Erich Ullrich (* 10. Juli 1913 in Jossa bei Hosenfeld; † 13. April 1998 in Haßfurt) war ein deutscher Kaufmann und Jurist in Unterfranken.

## Leben
Als Sohn eines Kaufmanns besuchte er die Oberrealschule in Fulda. Nach dem Abitur studierte Ullrich Rechtswissenschaft, zunächst an der Friedrichs-Universität Halle. Seit dem Wintersemester 1932/33 im Corps Palaiomarchia Halle aktiv, geriet er in die schweren Auseinandersetzungen des Corps mit dem Nationalsozialistischen Deutschen Studentenbund. Er verließ Halle und bestand das Erste Juristische Staatsexamen 1937 in Frankfurt am Main. 1938 machte er auch den Abschluss als Diplom-Kaufmann. Zur Referendarausbildung ging er nach Berlin. 1939 wurde er mit sehr gut zum Dr. iur. promoviert. Nachdem er 1940 die Große Juristische Staatsprüfung bestanden hatte, wurde er zur Wehrmacht eingezogen. Als Offizier geriet er kurz vor der bedingungslosen Kapitulation der Wehrmacht, Anfang Mai 1945, in sowjetische Kriegsgefangenschaft. Nach der Entlassung im Oktober 1949 kam er bei Corpsbrüdern in Bamberg unter. Als Rechtsanwalt beim Landgericht Fulda und ab 1951 beim Landgericht Bamberg wurde er 1961 als Fachanwalt für Steuerrecht zugelassen. Seinen Vater und seine erste Frau Lilo geb. Schuck verlor er im September 1944 bei einem Luftangriff auf Fulda. 1950 heiratete er seine zweite Frau Roswitha geb. Knörl. Aus beiden Ehen hatte er zwei Töchter und einen angenommenen Sohn. Der Altherrenverein des Corps Masovia verlieh ihm 1960 das Band.

## Ehrenämter
- Vizepräsident, Präsident der Industrie- und Handelskammer Würzburg-Schweinfurt (1965–1977)
- Mitglied der Vollversammlung des Deutschen Industrie- und Handelstags (Steuerausschuß, Etatkommission)
- Ehrenmitglied der Vollversammlung der IHK Würzburg-Schweinfurt
- Vorstand und Vorstandsvorsitzender der AOK Schweinfurt
- Ausschuß für Krankenfragen der LVA Unterfranken
- Vorstand des Arbeitgeberverbandes der Bayerischen Papierfabriken
- Rundfunkrat des Bayerischen Rundfunks
- Gründungsmitglied und Ehrenvorsitzender des ADAC-Ortsclubs Haßfurt
- Gründungsmitglied und Ehrenvorsitzender des Motorflugclubs Haßfurt

## Ehrungen
- Bayerischer Verdienstorden (1971)
- Großes Bundesverdienstkreuz (1975)